# Inazuma Eleven (manga)
|  | Aquest article tracta sobre el manga i l'anime del mateix nom. Si cerqueu la franquícia, vegeu «Inazuma Eleven (franquícia)». |

Inazuma Eleven (イナズマイレブン, Inazuma Irebun, Onze Llampecs), és una sèrie de manga creada per Tenya Yabuno, que està basat en el videojoc del mateix títol per a la consola portàtil Nintendo DS. El manga va ser publicat per l'editorial Shogakukan a la revista CoroCoro Comic des de juny de 2008. El 2010, el manga va obtenir el premi Kodansha Manga a la categoria de millor Manga Infantil, reconeixement que va obtenir novament l'any 2012.
Planeta DeAgostini edita el manga a Espanya des de l'octubre del 2011.
Un animi basat en el videojoc, es va estrenar a la cadena TV Tokyo el 5 d'octubre de 2008. La sèrie ha produït per Level-5 en conjunt amb TV Tòquio i OLM.
El novembre de 2011 es va començar a publicar el manga Inazuma Eleven GO, una continuació d'Inazuma Eleven situada 10 anys en el futur.

## Argument
El personatge principal, en Mark Evans, ell és el capità i porter del club de futbol de l'Institut Raimon. Tot i el seu talent, el seu institut no té un autèntic equip de futbol i els mateixos alumnes de la seva escola no semblen gaire interessats en l'equip. Però quan apareix un davanter misteriós que darrere del seu talent al joc amaga una història, l'equip es posa en marxa per convèncer-lo que jugui amb ells i ho aconsegueixen. Després, el protagonista sortirà a buscar i reclutar nous membres per a l'equip, així l'institut Raimon buscarà obtenir el primer lloc al Torneig Futbol Frontier, per arribar a ser els millors del país.
Just quan el Torneig Futbol Frontier ha acabat, un estrany grup que diuen ser extraterrestres provinents del Planeta Alius i representants de l'Acadèmia Alius, ataquen i destrueixen diverses escoles al Japó. Ara, el Raimon s'haurà d'enfrontar a un repte encara més gran, on hauran de prendre decisions difícils, deixant preats amics enrere i reclutant nous companys. El Raimon superarà per diversos alts i baixos, fins que finalment arriben al suposat OVNI dels extraterrestres, on descobreixen el seu origen i qui veritablement controla aquests atacs.
3 mesos després de l'incident de l'Acadèmia Alius, diversos jugadors de tot Japó són convocats per jugar contra les seleccions de tot el món al Torneig Futbol Frontier Internacional (TFI). Els seleccionats provinents del Raimon es retrobaran amb vells amics i enemics, a més de conèixer nous i poderosos aliats. El nou equip rep el nom d'Inazuma Japó. La selecció lluitarà contra els millors del món per arribar al cim del TFI, però a poc a poc descobriran que hi ha alguna cosa fosca darrere del torneig i que un pla formulat des de fa molts anys està a punt de ser dut a terme.

## Contingut de l'obra

### Manga
El maig de l'any 2008, poc temps abans de l'estrena de l'anime d'Inazuma Eleven, va començar a serialitzar-se a la revista CoroCoro Comic de l'Editorial Shogakukan el manga de la franquícia. Aquest manga és una adaptació més lliure de l'argument trobat a les seves contraparts de l'anime i videojocs, encara que d'igual manera es concentra en alguns dels seus principals arcs argumentals (el torneig Football Frontier i el torneig FFI, específicament). El disseny de personatges i l'adaptació de l'argument estan a càrrec de Tenya Yabuno. El manga va finalitzar a l'edició de la revista CoroCoro Comic del 15 de setembre de 2011, i el darrer volum recopilatori es va posar a la venda el 28 d'octubre del mateix any. En total es van publicar 10 volums recopilatoris del manga, a més d'1 volum especial anomenat Inazuma Eleven Gaiden Shuu llançat el gener de 2011, el qual correspon a l'adaptació en manga de la pel·lícula "Inazuma Eleven: Saikyō Gundan Ōga Shūrai".

#### Llista de volums
| Núm. | Data de publicació     | ISBN                   |
| ---- | ---------------------- | ---------------------- |
| 1    | 26 de setembre de 2008 | ISBN 978-4-09-140699-6 |
| 2    | 26 de febrer de 2009   | ISBN 978-4-09-140780-1 |
| 3    | 26 de juny de 2009     | ISBN 978-4-09-140830-3 |
| 4    | 28 d'octubre de 2009   | ISBN 978-4-09-140852-5 |
| 5    | 26 de febrer de 2010   | ISBN 978-4-09-140898-3 |
| 6    | 28 de juny de 2010     | ISBN 978-4-09-141068-9 |
| 7    | 28 d'octubre de 2010   | ISBN 978-4-09-141128-0 |
| 8    | 28 de febrer de 2011   | ISBN 978-4-09-141204-1 |
| 9    | 28 de juny de 2011     | ISBN 978-4-09-141064-1 |
| 10   | 28 d'octubre de 2011   | ISBN 978-4-09-141347-5 |

### Anime
El mateix any de la publicació del manga Oriental Light and Magic va produir-ne un anime, distribuït a Europa per Arait Multimèdia SA, que difereix una mica respecte a l'argument i disseny de personatges del videojoc. La primera sèrie animada, titulada Inazuma Eleven, consta de 127 episodis. Té una seqüela anomenada Inazuma Eleven Go que consta de 42 capítols. La segueix Inazuma Eleven Go Chrono Stone que va finalitzar el 2013 amb 50 capítols. El 2013 es va estrenar la pel·lícula Inazuma Eleven Go vs Danball Senki W. També en aquest any va començar la sèrie Inazuma Eleven Go Galaxy que va acabar amb 43 capítols.
El 10 d'octubre de 2022 l'anime original es va estrenar en català al canal SX3.

#### Doblatge
| Personatge        | Veu en japonès     | Veu en català      |
| ----------------- | ------------------ | ------------------ |
| Mark Evans        | Junko Takeuchi     | Elena Rubio        |
| Axel Blaze        | Hirofumi Nojima    | Lluís Gustems      |
| Jude Sharp        | Hiroyuki Hoshino   | Àlex de Porrata    |
| Nathan Swift      | Yuka Nishigaki     | Marc Cañadell      |
| Kevin Dragonfly   | Yasuyuki Kase      | Toni Astigarraga   |
| Silvia Woods      | Fumiko Orikasa     | Eva Ordeig         |
| Nelly Raimon      | Kobayashi Sanae    | Maria Romeu        |
| Celia Hills       | Hinako Sasaki      | Anna Maria Camps   |
| Jack Wallside     | Megumi Tano        | Marcos de la Calle |
| Seymour Hillman   | Shuichiro Moriyama | Ramon Canals       |
| Erik Eagle        | Yuki Kaji          | Marc Gómez         |
| Bobby Shearer     | Jun Konno          | Gerard Flores      |
| William Glass     | Nanae Katou        | Irene Garrés       |
| Tod Ironside      | Urara Takano       | Ariadna Giménez    |
| Tim Saunders      | Masako Jou         | Yolanda Gispert    |
| Sam Kincaid       | Tooru Nara         | Jordi Domènech     |
| Steve Grim        | Hiro Shimono       | Alex Molina        |
| Maxwell Carson    | Yuuki Kodaira      | Carme Ambrós       |
| Jim Wraith        | Yuuichi Nakamura   | Marc Torrents      |
| Sonny Raimon      | Sakaguchi Kouichi  | Daniel Albiac      |
| Ray Dark          | Seiji Sasaki       | Jordi Salas        |
| Chester Horse Jr. | Kiyotaka Furushima | Xavier Castañer    |
| Frank Wintersea   | Gou Shinomiya      | Àlex Messeguer     |
| Sharon Evans      | Miwa Kouzuki       | Anna Maria Camps   |
| Harry Evans       | Yūichi Nakamura    | Toni Molías        |
| Veteran           | Yūichi Nakamura    | Ivan Cánovas       |

### Pel·lícula
Inazuma Eleven: Saikyō Gundan Ōga Shūrai (イナズマイレブン 最強軍団オーガ襲来, Inazuma Eleven: L'atac dels poderosos Ogre Shuurai) és la primera pel·lícula basada en l'anime. Es va estrenar als cinemes japonesos el 23 de desembre de 2010. En la seva setmana d'estrena va ser la segona pel·lícula més vista als cinemes d'aquest país, mantenint-se per 6 setmanes entre les 10 pel·lícules més vistes i recaptant 21.099.188 US $ en total. La pel·lícula es va publicar en DVD i Blu-Ray el 20 de juliol de 2011.